# Strafverfahren gegen Anhänger von Julija Tymoschenko

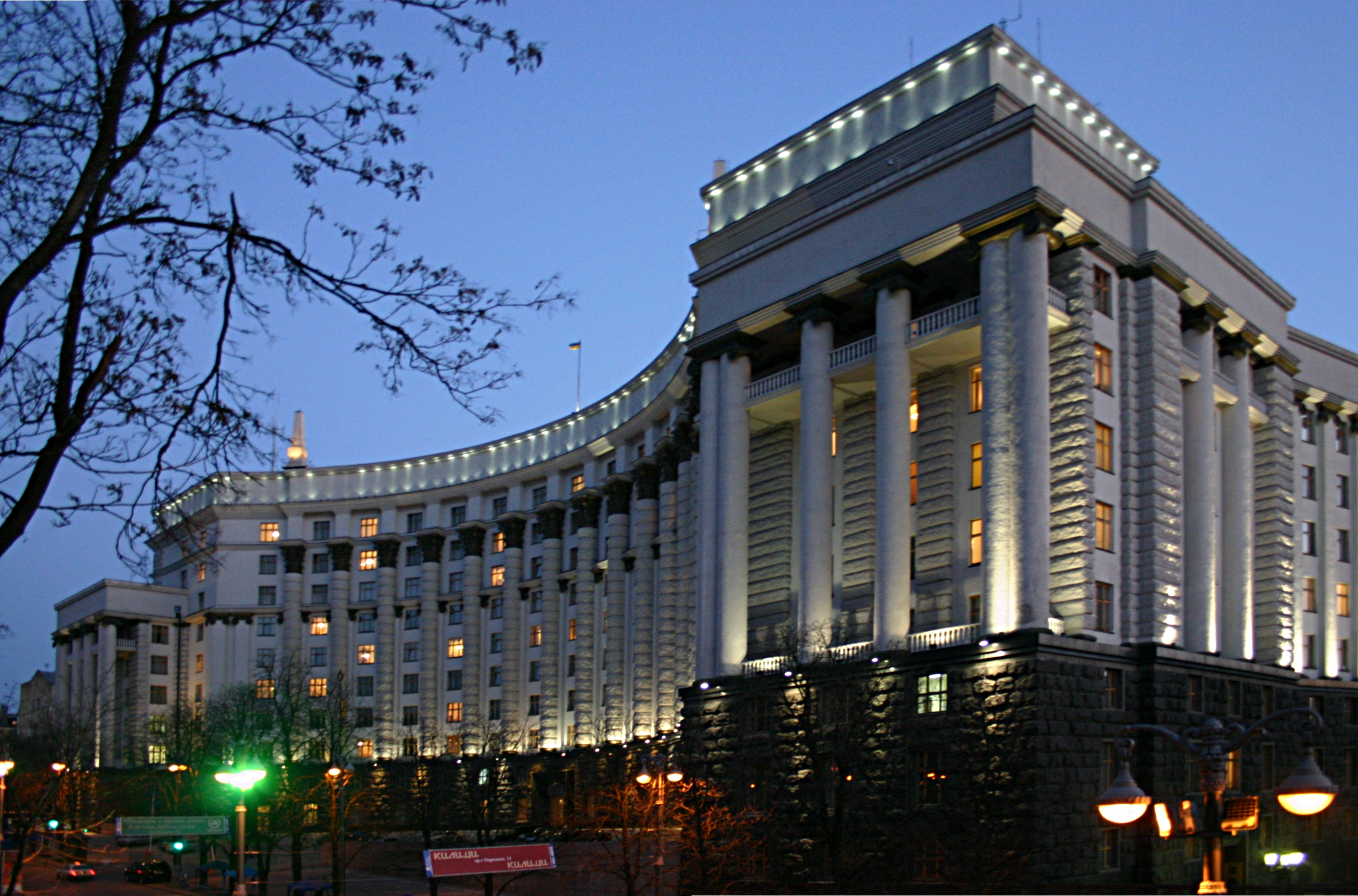
Regierungsgebäude der Ukraine

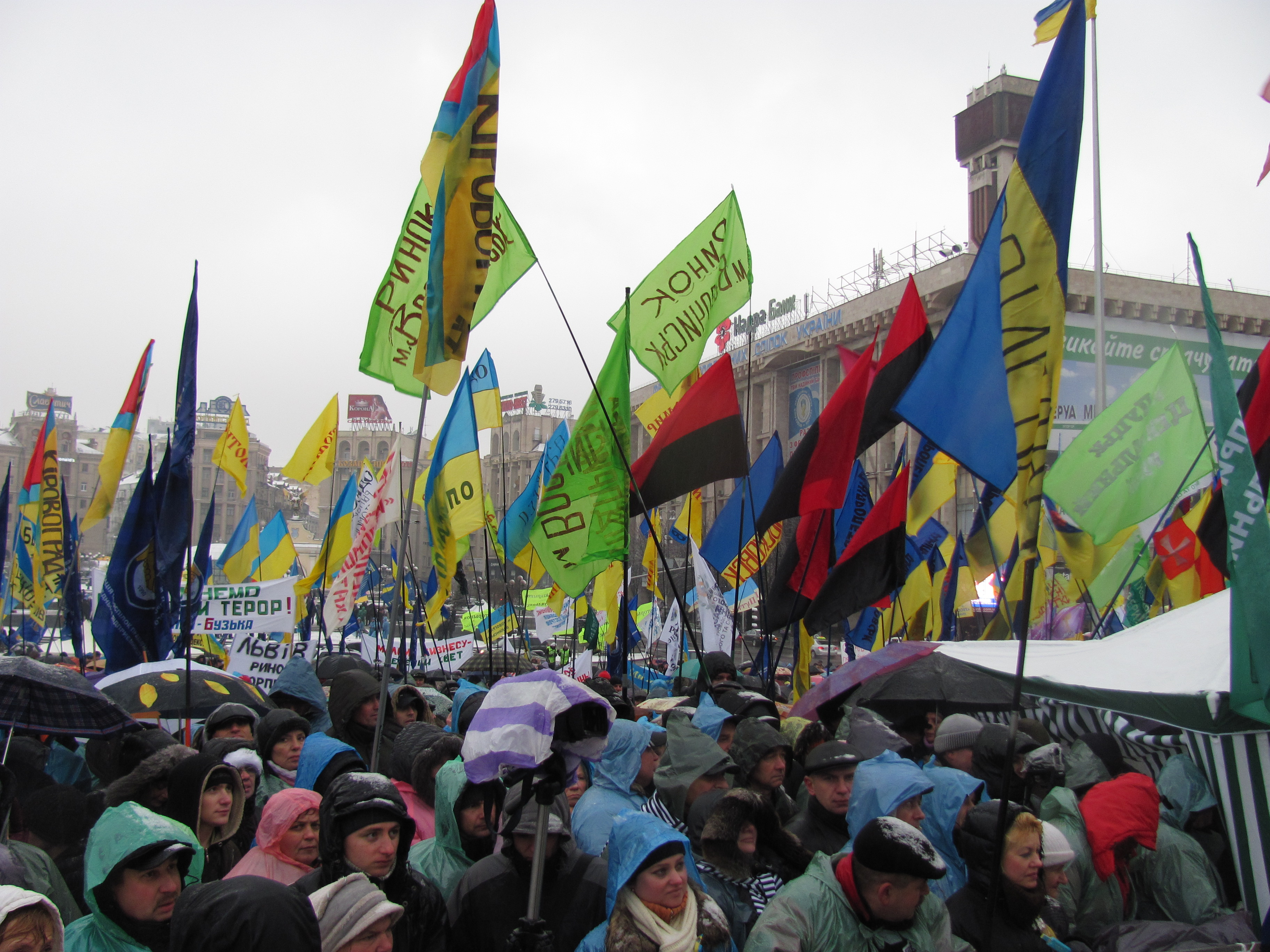
Protestierende am 29. November 2010

Seit dem Mai 2010 kam es in der Ukraine zu mehreren Strafverfahren gegen bedeutende Anhänger Julija Tymoschenkos und Tymoschenko selbst. Diese werden international in Teilen von Politik und Medien als systematische politische Maßnahme infolge der Niederlage Tymoschenkos bei der Präsidentschaftswahl in der Ukraine 2010 und der folgenden Machtübernahme durch die Partei der Regionen aufgefasst. Hauptsächlich wurden sie wegen Amts- oder Machtmissbrauchs angeklagt (siehe Punkt 2 der Entschließung der Parlamentarischen Versammlung des Europarates vom 26. Januar 2012). Die Generalstaatsanwaltschaft der Ukraine hat die Tatsache der Aneignung von Geldmitteln oder Eigentum von ihnen nicht festgestellt; niemand von ihnen war wegen passiver noch aktiver Bestechung angeklagt. Bezüglich dieser Strafverfahren gibt es eine Reihe von Appellen der Europäischen Union, der USA, Russlands, von Bürgerrechtsorganisationen und der ukrainischen Gesellschaft. Oft wird auf die politische Komponente dieser Strafverfahren hingewiesen. Jedoch behauptete die Staatsanwaltschaft der Ukraine, dass die politische Komponente fehle.

## Anhänger von Julia Tymoschenko, gegen die seit 2010 ein Strafverfahren eingeleitet wurde
Die politischen Strafverfolgungen in der Ukraine waren ein bedeutendes Thema in den Medien der Ukraine, Europas, Russlands und den USA.
Von Mai 2010 bis Oktober 2011 wurden mehrere Strafverfahren gegen Julia Tymoschenko und ihre Anhänger eingeleitet. Etwa fünfzehn ehemalige Mitglieder der Regierung Tymoschenkos wurden verhaftet, wobei die Hälfte von ihnen 8 bis 12 Monate in Untersuchungshaft verbrachte. Die Anklagen lauteten hauptsächlich auf Amtsmissbrauch.
Zu den prominenten Persönlichkeiten, gegen die strafrechtliche Ermittlungen eingeleitet wurden, gehören:
1. Die Ministerpräsidentin Julija Tymoschenko[14][15][16][17]
2. Der Innenminister Jurij Luzenko.[18] Der Europäische Gerichtshof für Menschenrechte entschied am 3. Juli 2012, dass seine Verhaftung rechtswidrig und politisch motiviert war[19][20]
3. Der Verteidigungsminister Walerij Iwaschtschenko.[21][22] Am 14. Januar 2013 hat Walerij Iwaschtschenko politisches Asyl in Dänemark erhalten.
4. Der Wirtschaftsminister Bohdan Danylyschyn[23][24][25][26]
5. Der Minister für Naturressourcen Heorhij Filiptschuk[3][26][10]
6. Der erste stellvertretende Justizminister Jewhen Kornijtschuk[3][10]
7. Der Chef des Zolldienstes der Ukraine Anatolij Makarenko.[3]
8. Der Chef des regionalen Zolldienstes Taras Schepitko[27]
9. Die Vorsitzende der Staatskasse der Ukraine Tetjana Sljus[1]
10. Die erste Stellvertretende Vorsitzende der Staatskasse Tetjana Hryzun.[1]
11. Der Stellvertretende Leiter von Naftohas (das staatliche Monopol des Handels vom Erdöl und Erdgas) – Ihor Didenko;[27][28]
12. Marija Kuschnir – die Chefin der Buchhaltung bei Naftohas.[29][30]
13. Der Bauminister (und der ehemalige Bürgermeister von Lwiw) Kujbida;[31][32][33]
14. Der Gouverneur (der Leiter der Staatsverwaltung) der Oblast Dnipropetrowsk (der ehemalige Transport- und Verbindungsminister) Viktor Bondar;[3][10] Oleksandr Dawydow, der ehemalige Stellvertretender Transportminister (Januar 2008 bis März 2010)- wegen Amtsmissbrauchs in Zusammenhang mit einem Flugunternehmen.[1]
15. Der Gouverneur der Oblast Charkiw Arsen Awakow (Er war gezwungen, sich fast das ganze Jahr in Italien aufzuhalten, wo er politisches Asyl erhielt; lediglich als er als Abgeordneter des Parlaments der Ukraine gewählt wurde, konnte er in die Ukraine zurückkommen)[34][35]
16. Auch einige Staatsbedienstete (insbesondere der Erste Vizepremierminister Oleksandr Turtschynow), wurden vielmals zum Verhör gerufen,[36][37] um Strafverfahren einleiten zu können, doch diese wurden nicht eingeleitet. Am 19. Oktober 2011 wurde die Wohnung des ehemaligen Kohleindustrieministers Wiktor Poltawez (Dezember 2007 bis März 2010) durchsucht.[1]
17. Gegen Michail Poschiwanow, den ehemaligen Stellvertretenden Wirtschaftsminister (Dezember 2007 bis März 2010) und Leiter des Reservefonds der Ukraine, wurde am 31. Januar 2011 Haftbefehl erlassen. Er flüchtete daraufhin nach Österreich, wo er seitdem lebt und arbeitet. Er soll 3 Mio. Euro veruntreut haben.[1]
18. Auch gegen die Aktivisten des „Steuermajdans 2010“, der von den Kleinunternehmern in der engen Zusammenarbeit mit dem Blok Juliji Tymoschenko (BJuT) organisiert wurde, wurden Strafverfahren eröffnet. Ende 2010 und Anfang 2011 wurden acht[38][39] Vertreter der Unternehmerbewegung «Die gemeinsame Sache», die die Protestaktion «Steuermajdans 2010» in der Zusammenarbeit mit Timoschenko veranstaltet haben, verhaftet.
19. Am 12. Oktober 2011 erklärte die Staatsanwaltschaft der Ukraine die Absicht, Strafprozesse, die in den Jahren 2003–2005 geschlossen wurden, wiederaufzunehmen. Das sind Strafprozesse gegen Verwandten von Julia Timoschenko: Olexander Tymoschenko[40][41] Gennadij Timoschenko und gegen die Mitarbeiter des Unternehmens «Vereinte Energiesysteme der Ukraine» (die VESU): Jewhen Schaho, Antonina Boljura, Lidija Sokoltschenko (Fall der VESU bezüglich der Lieferung der Baustoffe ins Russland in den Jahren 1996–1997).[40]
20. Im November 2012 hat die Generalstaatsanwaltschaft über die Strafverfahren gegen den bekannten Ex-Abgeordneten des Blocks Julija Tymoschenko (BJuT) Andrij Schkil erklärt. A. Schkil war ein Aktivist der UNA-UNSO (einer ukrainischen rechtsextremen und nationalistischen Partei) und ein Organisator der Proteste im März 2001 (die Aktion «Die Ukraine ohne Kutschma»). Im Dezember 2012 war Schkil erzwungen, nach Tschechien auszureisen.[42]
21. Auch gegen einige Amtsanwärter von der Partei „Vaterland“ (ukr. «Batkiwschyna») für die Bürgermeister (Lokalwahlen im Jahre 2010) wurden Strafverfahren eröffnet. Nach diesen Wahlen wurde Druck auf die Bürgermeister der Städte Saporischschja, Krementschuk, Nowomoskowsk und anderer (Mitglieder der Partei «Batjkiwschtschyna»), ausgeübt. Infolge des Drucks haben sie die Partei «Batjkiwschtschyna» verlassen und ihre Parteilosigkeit erklärt, da sie sonst nicht arbeiten dürfen.

## Internationale Beurteilung der Verfahren

### Deutschland
Der Staatsminister im Auswärtigen Amt Werner Hoyer (FDP) hat sich besorgt über die Verhaftung der ukrainischen Oppositionsführerin Julija Tymoschenko gezeigt. «Die Bundesregierung hat die heutige Verhaftung der ukrainischen Oppositionsführerin Julija Tymoschenko mit großer Sorge zur Kenntnis genommen», sagte Hoyer. Es bestünden große Zweifel daran, dass die Untersuchungshaft verhältnismäßig sei. «Dass gegen zahlreiche Mitglieder der Vorgängerregierung wegen Amtsmissbrauch ermittelt wird, weckt den Verdacht politisch motivierter Justiz. Sollte sich dieser Eindruck weiter verfestigen, wäre dies eine erhebliche Hürde für die Annäherung der Ukraine an die Europäische Union», erklärte Hoyer weiter.

### Russland
Der Präsident und der Ministerpräsident Russlands gaben eine Reihe von Erklärungen über «politisch-motivierten Prozess gegen Julia Tymoschenko» ab. Am 11. Oktober 2011 gab auch das Außenministerium der Russischen Föderation die offizielle Erklärung (siehe deren Webseite) ab: «Die Regierungen vieler Staaten und die Weltöffentlichkeit nehmen alle diesen Strafprozess als außerordentlich politisch motiviert wahr. Diese Tatsache ist kaum zu missachten».
Der Direktor der Filiale des «Institutes der Gemeinschaft Unabhängiger Staaten» in der Ukraine (das russische staatliche Institut für das Studium der Probleme der GUS) Wolodymyr Kornilow hat erklärt, dass, falls Kiew die Meinung der Europäischen Union, Russlands und der USA über den Fall von Julija Tymoschenko «immer wieder ignorieren wird, kann Brüssels Verhältnis zur Ukraine wie das zu Belarus werden».

### USA
Am 30. Dezember 2010 teilte das Außenministerium der USA der ukrainischen Regierung seine Beunruhigung hinsichtlich der Strafverfahren gegen die Anhänger von Tymoschenko mit und auch darüber, dass «die Verfolgung weder selektiv noch politisch motiviert sein soll».
Am 24. Juni 2011 erklärte das Außenministerium der USA, dass die Verurteilung gegen Julia Tymoschenko ein politisch motivierter Prozess gegen Mitglieder der Opposition ist.

#### Beurteilung nach dem Urteil gegen Tymoschenko (nach dem 11. Oktober 2011)
Am 11. Oktober 2011 (am Tag der Verurteilung von Julia Tymoschenko) mahnte die US-Regierung die Ukraine, «Julia Tymoschenko, andere führende Persönlichkeiten und ehemalige Regierungsvertreter freizulassen». Am 13. Oktober 2011 registrierte der Co-Präsident der Unterstützungsgruppe der Ukraine im Kongress der USA Marcy Kaptur den Resolutionsentwurf über «die Verfolgung der Oppositionsführerin Julija Tymoschenko und ihrer Vertrauten».

### Europäische Union
Am 13. Januar 2011 gewährte die Tschechische Republik politisches Asyl für den Ex-Minister für Wirtschaft Bohdan Danylyschyn. Am 6. Januar 2012 gewährte das tschechische Innenministerium Olexander Tymoschenko politisches Asyl.
Am 22. Juni 2010 – kurz vor dem Anfang des Gerichtsprozesses gegen Tymoschenko – warnte der Botschafter von Großbritannien in der Ukraine Leigh Turner im Interview mit der Zeitung «Den» die Regierung der Ukraine vor der Verfolgung der Opposition:
- «Wir passen aufmerksam auf die Entwicklung der Strafprozesse gegen die ehemaligen Regierungsbeamten auf […] Wir sind von der Vermutung über mögliche politische Motive dieser Fällen beunruhigt […] Jetzt haben wir den Vertretern der ukrainischen Macht deutlich erklärt, dass jeder Hinweis auf subjektive und disproportionale Anwendung der rechtlichen Einwirkung bedeutend und langfristig dem internationalen Ruf der Ukraine schaden kann».[51]

Das Verfahren bietet «Grund zur Sorge über den Zustand der Rechtsstaatlichkeit in der Ukraine», erklärte etwa die EU-Außenbeauftragte Catherine Ashton.

#### Sechs Entschließungen des Europäischen Parlaments zur Ukraine und zu den Fällen Julia Tymoschenko und anderer Mitglieder der ehemaligen Regierung
Während der Jahre 2010–2012 hat das Europäische Parlament sechs Entschließungen bezüglich der Strafverfolgung der ehemaligen Regierung Tymoschenkos und ihrer politischen Bundesgenossen getroffen.
Am 9. Juni 2011 wurde vom Europäischen Parlament die folgende Entschließung zur Ukraine «Ukraine: Julija Tymoschenko und andere Mitglieder der vormaligen Regierung» verabschiedet:
- «Das Europäische Parlament, unter Hinweis auf seine vorangegangenen Entschließungen zur Ukraine und insbesondere auf seine Entschließung vom 25. November 2010 […], unter Hinweis auf die Erklärung seines Präsidenten zur Festnahme von Julija Tymoschenko vom 24. Mai 2011, unter Hinweis auf die Erklärung des Sprechers der Hohen Vertreterin der EU, Catherine Ashton, zum Fall Julija Tymoschenko vom 26. Mai 2011, unter Hinweis auf die Erklärung von Kommissionsmitglied Štefan Füle vom 24. März 2011 im Anschluss an sein Treffen mit Julija Tymoschenko […]:

1.  […] warnt vor jeglichem Missbrauch des Strafrechts als Instrument zur Erreichung politischer Ziele;
2. äußert sich besorgt über die Zunahme der selektiven Strafverfolgung von Angehörigen der politischen Opposition in der Ukraine und über die Unverhältnismäßigkeit der getroffenen Maßnahmen, insbesondere in den Fällen von Julija Tymoschenko und dem ehemaligen Innenminister Jurij Luzenko, und stellt fest, dass dieser sich seit dem 26. Dezember 2010 in Untersuchungshaft befindet […]»
Am 25. Oktober 2011 verabschiedete das Europaparlament (fünf Fraktionen von sechs) die Entschließung bezüglich der Ukraine (die Dritte Resolution im Jahr 2011). Unter Hinweis auf die Erklärung der Vertreter der Europäischen Union erklärte das Europäische Parlament, dass «in der Erwägung, dass immer mehr Staatsbedienstete – unter anderem ehemalige Minister der Regierung, größtenteils jedoch Leiter und stellvertretende Leiter staatlicher Dienststellen und Aufsichtsbehörden, Leiter von Unterabteilungen in Strafverfolgungsbehörden, Richter an Bezirksgerichten und Leiter lokaler Gebietskörperschaften – für ihr Handeln strafrechtlich zur Verantwortung gezogen werden», so «bedauert das Europaparlament die Verurteilung der ehemaligen Ministerpräsidentin Julija Tymoschenko (dem Punkt 2 nach)», «fordert, dass alle strafrechtlichen Verfahren gegen ehemalige und jetzige leitende Regierungsvertreter im Einklang mit europäischen Normen in Bezug auf Fairness, Unparteilichkeit, Transparenz und juristischer Unabhängigkeit durchgeführt werden (dem Punkt 6 nach)».

#### Die Entschließungen der PACE und der OSZE
Am 26. Januar 2012 traf die PACE die Entschließung «Das Funktionieren der demokratischen Institutionen in der Ukraine». In der Entschließung geht es um den politischen Charakter der Strafverfahren gegen Tymoschenko und die Minister ihrer Regierung (es wurden die Minister Jurij Luzenko, Walerij Iwaschtschenko, Bohdan Danylyschyn, Heorhij Filiptschuk, General Anatolij Makarenko, Jewhen Kornijtschuk erwähnt).
Am 11. Juli 2012 verabschiedete die OSZE eine Entschließung zur selektiven Justiz in der Ukraine gegen die Anhänger von Tymoschenko.

## Die Strafverfahren im Einzelnen

### Das Strafverfahren gegen den ehemaligen Wirtschaftsminister Bohdan Danylyschyn
Am 5. August 2010 reiste Bohdan Danylyschyn, der Wirtschaftsminister des ehemaligen zweiten Kabinetts Tymoschenko, nach Deutschland aus.
Am 12. August 2010 eröffnete die Generalstaatsanwaltschaft der Ukraine die Strafsache gegen Bohdan Danylyschyn gemäß Abschn. 2 Art. 364 wegen Amts- oder Machtmissbrauchs. Danylyschyn war zur internationalen Fahndung ausgeschrieben. Am 18. Oktober 2010 kam Danylyschyn aus Deutschland in der ukrainischen Botschaft in Tschechien für ein Treffen mit seinem Anwalt an, aber nach dem Treffen wurde Danylyschyn (18. Oktober 2010) durch die Polizei Tschechiens (auf Gesuch von Interpol) in Prag verhaftet.
Nach der Verhaftung beantragte Danylyschyn politisches Asyl in Tschechien, das er am 12. Januar 2011 erhielt.

Das Emblem des Verteidigungsministeriums der Ukraine

### Das Strafverfahren gegen den Ex-Verteidigungsminister Walerij Iwaschtschenko
Am 24. August 2010 wurde der ehemalige Verteidigungsminister Walerij Iwaschtschenko verhaftet. Er wurde wegen des mutmaßlichen ungesetzlichen Verkaufs von Eigentum des Schiffsmontagewerkes Feodossija beschuldigt.
Am 20. Juni 2011 begann Iwaschtschenko einen Hungerstreik wegen seiner Verhaftung, aber wegen der heftigen Verschlechterung seiner Gesundheit war er gezwungen, den Hungerstreik am 25. Juni einzustellen.
Das Helsinki-Komitee beurteilt abfällig das Urteil von Iwaschtschenko:
- Das Urteil gegen den ehemaligen Verteidigungsminister der Ukraine kann man nicht als Ergebnis eines gerechten Gerichts nennen. «Das Helsinki-Komitee betont, dass die Anklage gegen Iwaschtschenko auf Artikeln 364 und 365 des Strafgesetzbuches der Ukraine basierte, die unklar formuliert sind, auf unterschiedliche Weise interpretiert werden können, aus dem sowjetischen Strafgesetzbuch stammen und durch die PACE-Entschließung vom 26. Januar 2012 kritisiert wurde».[22]

Am 14. Januar 2013 erhielt Walerij Iwaschtschenko politisches Asyl in Dänemark.

### Strafverfahren gegen den ehemaligen Minister für Naturressourcen Heorhij Filiptschuk
Am 14. Dezember 2010 wurde der ehemalige Minister für Naturressourcen der Ukraine Heorhij Filiptschuk verhaftet. «Die Staatsanwaltschaft der Ukraine hat am 13. Dezember 2010 das Strafverfahren gegen den ehemaligen Minister für Naturressourcen der Ukraine Heorhij Filiptschuk gemäß Abschnitt 2 Artikel 364 des Strafgesetzbuchs der Ukraine, Amts- oder Machtmissbrauch mit schweren Folgen, eröffnet.» Filiptschuk wurde ein Anteil im Geschäft «das Kyoto-Geld» angelastet.
Am 8. April 2011 teilte die Generalstaatsanwaltschaft mit, dass Heorhij Filiptschuk wegen des Abschlusses des Ermittlungsverfahrens freigelassen wurde.

### Das Strafverfahren gegen den Ex-Minister für regionale Entwicklung und Bau Wassyl Kujbida
Im Juni 2010 wurde der Strafprozess gegen Wassyl Kujbida (den Minister für regionale Entwicklung und Bau der ehemaligen Regierung Tymoschenko; den Bürgermeister von Lwiw in den Jahren 1994–2002) eröffnet. Der Sicherheitsdienst der Ukraine klagte Kujbida deswegen an, dass er einen Chef der Staatlichen Architektur- und Baukontrolle der Oblast Riwne ohne Kandidatenwettbewerb ernannt hat. Das Gerichtsverfahren begann im August 2010, wurde jedoch mehrfach vertagt.
Kujbida erklärte, dass es die Entschließung gibt, gemäß derer es keinen Wettbewerb geben dürfe, wenn die Kandidatur zum Chef der Staatlichen Architektur- und Baukontrolle vom Minister und laut Vereinbarung mit dem Gouverneur abgestimmt ist. Der Ex-Gouverneur der Oblast Riwne, Wiktor Mattschuk, bestätigte die Aussage von Kujbida.
Am 13. Dezember 2010 wurde der Prozess gegen ihn durch die Entscheidung des Schewtschenko-Bezirksgerichts in Kiew geschlossen. Der Staatsanwalt legte Protest gegen die Schließung des Strafprozesses ein, aber am 14. Januar 2011 bestätigte das Berufungsgericht in Kiew die Entscheidung über den Abschluss des Strafprozesses.
Wassyl Kujbida teilte mit, dass ein Strafverfahren gegen ihn eingeleitet worden sei, damit er nicht für die Wahlen des Bürgermeisters von Lwiw kandidieren könne:
- „Ich wurde nach den Konsultationen bezüglich meiner möglichen Kandidatur für den Lwiwer Bürgermeister verfolgt. Danach war ich gezwungen, viel Zeit in Kiew zu verbringen, und deshalb die Wahlen zu vergessen. D. h., im Endeffekt haben sie erreicht, dass ich für das Amt des Bürgermeisters nicht kandidiere“.[33]

Tatsächlich wurde das Strafverfahren gegen Kujbida nach den Lokalwahlen in der Ukraine am 31. Oktober 2010 geschlossen. Man muss feststellen, dass vor den Lokalwahlen in der Ukraine Strafverfahren gegen die Bürgermeister einiger Städte eingeleitet wurden.

### Das Strafverfahren gegen den ehemaligen ersten stellvertretenden Minister der Justiz Jewhen Kornijtschuk
Am 22. Dezember 2010 verhaftete die Staatsanwaltschaft den ehemaligen ersten stellvertretenden Minister der Justiz im Ministerkabinett von Tymoschenko, Jewgen Kornijtschuk; er ist der Schwiegersohn von Wassyl Onopenko (Vorsitzender des Obersten Gerichts der Ukraine). Kornijtschuk wurde am Tag der Geburt seiner Frau verhaftet, das neugeborene Kind war in die Wiederbelebung in zwei Tagen geraten. Doch war Jewgen Kornijtschuk in ein Paar Wochen (nach einem Treffen Wassyl Onopenkos mit dem Präsidenten Janukowytsch) mit „der Meldeverpflichtung“ freigelassen.
Am 15. Februar 2011 wurde die Sicherheitsmaßnahme gegen Jewgen Kornijtschuk von Haft auf eine Meldeverpflichtung geändert.

### Das Strafverfahren gegen Wiktor Bondar, den Ex-Gouverneur der Oblast Dnipropetrowsk
Am 24. Dezember 2010 verhaftete die Staatsanwaltschaft den Ex-Transportminister, den Ex-Gouverneur der Oblast Dnipropetrowsk Wiktor Bondar. Wiktor Bondar hatte sich dem Team der Ministerpräsidentin Tymoschenko nur während der letzten Monate vor den Präsidentenwahlen 2010 angeschlossen, aber seine Unterstützung (Unterstützung des Gouverneurs eines der größten Gebiete der Ukraine) war sehr wichtig für die Wahlen 2010.
Gegen W. Bondar wurde ein Strafverfahren bezüglich seiner Tätigkeit als amtierenden Stellvertreter des Transportministers im Jahre 2006 in der Regierung von Jechanurov, nach dem Abschied des Transportministers J. Tschernenko während des Baues des Busbahnhofes „Teremky“ in Kiew, eingeleitet. Der Verlust ist mit 5 Mio. UAH (etwa 950.000 US-Dollar) bewertet – (Abschn. 5 Art. 27, Abschn. 2 Art. 194, Art. 353 des Strafgesetzbuches der Ukraine: die Mithilfe in der absichtlichen Vernichtung fremden Eigentums, die den Eigentumsverlust in erheblichem Ausmaß verursacht hat, vereinigt mit der eigenmächtigen Aneignung der Machtbefugnis.)

### Die Strafverfahren gegen Igor Didenko und Anatolij Makarenko

Das Emblem des Ministeriums des Brennstoffes und der Energetik der Ukraine

Am 23. Juni 2010 wurde der Ex-Leiter des Staatlichen Zolldienstes der Ukraine, Anatolij Makarenko, verhaftet.
Am 8. Juli 2010 wurde der ehemalige erste stellvertretende Vorsitzende der Nationalen Aktiengesellschaft «Naftohas Ukrajiny», Igor Didenko, verhaftet.
Am 22. Juli 2010 teilte der erste Stellvertreter des Generalstaatsanwalts, Wiktor Pschonka, mit: «Taras Schepitko, der ehemalige Stellvertretende Leiter des regionalen Zolldienstes für Energie, wurde am 21. Juli 2010 in Haft genommen». Pschonka betonte, dass die Entschließung des Stockholmer Gerichts kein Grund für die Einleitung des Strafverfahrens ist.
- «Ihor Didenko, zu einer dreijährigen Freiheitsstrafe auf Bewährung verurteilt. Dem ging eine Neubewertung des Strafbestandes von der „Unterschlagung fremden Eigentums in besonders hohem Ausmaße“ zu „Amtsmissbrauch“ voraus».[27]

### Das Strafverfahren gegen Taras Schepitko im März 2009
Anfang 2009 beschlagnahmte Naftohas auf Anordnung der ehemaligen Premierministerin Julia Tymoschenko 11 Mrd. Kubikmeter Gas in den Untertagespeichern des Landes, die RUE gehörten. Grundlage dafür war das Recht auf Schuldforderungen gegenüber dem Gashändler in Höhe von 1,7 Mrd. Dollar, die Naftohas von «Gasprom» abgetreten wurden. Doch die Gasentnahme über die Verrechnung der Schulden wurde juristisch nicht zwischen «Naftohas» und RUE fixiert. Gleichzeitig stellte «Gasprom» den Verkauf von Brennstoff an den Gashändler ein, was ihm die Erfüllung von Verträgen in Europa unmöglich machte. Nichtsdestotrotz stellte RUE keine Forderungen an den russischen Monopolisten, sondern wandte sich an das Stockholmer Schiedsgericht mit der Forderung, 11 Mrd. Kubikmeter und 1,1 Mrd. Kubikmeter Strafe bei der NAK einzuziehen. Im Juni unterstützte das Gericht den Gashändler, und in der letzten Woche bestätigte das Oberste Gericht der Ukraine die Entscheidung.
Der Sicherheitsdienst der Ukraine (Leiter Walentyn Nalywajtschenko, erster Stellvertreter Walerij Choroschkowskyj) leitete am 2. März 2009 (zu der Zeit war Juschtschenko Präsident der Ukraine) die Strafverfahren gemäß der Tatsache der Aneignung von 6,3 Mrd. m³ Gas im Wert von 7,4 Mrd. UAH (ca. 1 Mrd. Dollar) durch die Naftohas ein. Im Rahmen dieses Verfahrens wurde Taras Schepitko, der Stellvertretende Leiter des regionalen Zolldienstes für Energie, verhaftet. Doch der amtierende Geschäftsführer von Naftohas, Igor Didenko, legte Berufung beim Schewtschenko-Bezirksgericht ein, und am 24. März 2009 erkannte das Schewtschenko-Bezirksgericht einige Handlungen des Sicherheitsdienstes der Ukraine als ungesetzlich an und hob die Verordnung des Sicherheitsdienstes der Ukraine über die Einleitung des Strafverfahrens auf (Schepitko wurde aus der Untersuchungshaft freigelassen).

### Marija Kuschnir, die Chefin der Buchhaltung bei Naftohas
Marija Kuschnir ist die vierte Beschuldigte im Strafverfahren «RosUkrEnergo» (nachdem Didenko, Makarenko, Schepitko verhaftet worden waren).
Am 23. Juli 2010 leitete der Sicherheitsdienst der Ukraine das Strafverfahren gegen die Chefin der Buchhaltung bei Naftohas, Marija Kuschnir, ein. Am 26. Juli 2010 gab das Bezirksgericht Kiew-Petschersk die Sanktion für die Verhaftung von Marija Kuschnir aus. Der Chef des Sicherheitsdienstes der Ukraine Walerij Choroschkowskyj erklärte, dass Kuschnir bei «Naftohas» speziell für die Operation der Entzollung des Erdgases von «RosUkrEnergo» eingestellt war: «Sie sollte nur die nötige Unterschrift leisten. Gerade sie hat die Order erteilt, das Gas auf die Bilanz der „Naftohas“ zu stellen, und hat den Erstbeleg unterschrieben».
Zuerst war Kuschnir nach Abschn. 2 Art. 367 des Strafgesetzbuches der Ukraine (amtliche Schlamperei mit den schweren Folgen), der bis zu drei Jahren Haft vorsieht, angeklagt; aber am 9. September 2010 wurde sie gemäß Abschn. 2 Art. 364 des Strafgesetzbuches der Ukraine (Machts- oder Amtsmissbrauch mit schweren Folgen), verurteilt.
«Am 10. September 2010 wurde Kuschnir in Gebiet Wolgograd (der Russischen Föderation) dank der Wechselwirkung mit den Rechtsschutzorganen der Russischen Föderation» in Haft genommen und in einem Monat in die Ukraine ausgeliefert. Seit damals (bis Oktober 2011) befindet sich Marija Kuschnir in Untersuchungshaft. In Massenmedien gab es keine Benachrichtigungen bezüglich ihres Strafverfahrens.

#### Die Chronologie der Ereignisse bezüglich der Klage «RosUkrEnergo» beim Stockholmer Schiedsgericht
Die erste Klage der AG «RosUkrEnergo» gegen die NAK «Naftohas» wurde im April 2008 (beim Schiedsgericht bei der Handelskammer in Stockholm) eingereicht. Im Januar 2009 reichte «RosUkrEnergo» noch weitere drei Klagen gegen «Naftohas» ein. «Naftohas» reichte seinerseits vier Gegenklagen gegen «RosUkrEnergo» ein. Alle Klagen bezüglich dieses Streits waren zu einem Strafverfahren zusammengefasst.
Am 2. April 2010 verpflichtete das Stockholmer Schiedsgericht in einem Zwischenurteil «Naftohas Ukrajiny bezüglich der Forderungen von «RosUkrEnergo», dem Kläger 197 Mio. Dollar zu zahlen.
Am 8. Juni 2010 hat das Stockholmer Schiedsgericht die Entschließung (mit Friedensabkommen) angenommen. Die AG «Naftohas Ukrajiny» hat alle Anforderungen der AG «RosUkrEnergo» akzeptiert und ist verpflichtet, 11 Mrd. m³ Gas und noch 10 % Abgeltung zu refundieren.
Diese 11 Mrd. m³ russischen Gases wurden für RosUkrEnergo (RUE) im Januar 2009 bestimmt, aber RosUkrEnergo hat das Wert des Gases der OAO Gazprom nicht bezahlt. Deshalb im Jahre 2009:
- «Naftohas» hat für «RosUkrEnergo» 1.7 Mrd. Dollar vor der Gazprom abgefunden;[68] zugleich hatliefte Gazprom der NAK «Naftohas» die als Entschädigungsleistung angegebenen 11 Mrd. m³ Gas (d. h. 156 Dollar für 1000 m³) ab.[67]
- RosUkrEnergo war aus dem Schema der Lieferungen des Erdgases in die Ukraine ausgeschlossen; den Liefervertrag haben unmittelbar die staatlichen Gesellschaften «Naftohas» und «Gazprom» geschlossen. Bis zum April 2010 besaß Gazprom 50 % der Aktien von RosUkrEnergo, aber im April 2010 verließ Gazprom die Gruppe der Gründer der RosUkrEnergo. RosUkrEnergo wurde vollständig zu einer Privatgesellschaft, an der Dmytro Firtasch die Aktienmajorität hielt.[67]

«Naftohas» refundierte der schweizerischen Gesellschaft RosUkrEnergo 12.1 Mrd. m³ Gas (11 Mrd. m³ Gas und noch 10 % Abgeltung) vom November 2010 bis zum April. RosUkrEnergo zahlte der NAK «Naftohas» 1.7 Mrd. Dollar bezahlt. Da im Jahre 2011 der Preis in der Europäischen Union 490 Dollar für 1000 m³ Gas war, war der Gesamtwert des gelieferten Gases etwa 5.4 Mrd. Dollar
D. Firtasch erklärte seinen Standpunkt im Interview mit der Zeitschrift «Brennpunkt».
Im Mai 2011 verklagte Tymoschenko RosUkrEnergo vor Gericht in New York: «Kiew am Pranger. RosUkrEnergo vor US-Gericht. Ein New Yorker Gericht hat eine Klage der ukrainischen Oppositionsführerin Tymoschenko akzeptiert, in der diese von Kollusion zwischen der Regierung und dem Erdgas-Zwischenhändler RosUkrEnergo spricht».

### Die Freilassung von Makarenko und Schepitko nach einem Jahr Untersuchungshaft
Am 5. Juli 2011 wurden Makarenko und Schepitko unerwartet aus der Untersuchungshaft freigelassen, aber es wurden nur die Sicherheitsmaßnahmen gegen sie von Haft in eine Meldeauflage geändert.
Massenmedien verbanden diese Freilassung mit dem zukünftigen Treffen (am 6. Juli 2011 in Krym) des Ministerpräsidenten Russlands W. Putin und des Präsidenten der Ukraine W. Janukowytsch. Noch im Sommer 2010 hatten sich die Flottenführer Russlands, die mit Makarenko bei der Marine gedient haben, mit der Bitte um die Freilassung Makarenkos aus der Untersuchungshaft an W. Putin und an W. Janukowytsch gewandt. Putin unterstützte ihre Bitte in der Rede zum Tag der Kriegsmarine Russlands im Jahre 2010.
In Zusammenhang mit der Freilassung von Makarenko erschien in den Massenmedien die Information, dass Russland der Ukraine empfohlen hat, die Verfolgung von Tymoschenko einzustellen. Während der Pressekonferenz am 7. Juli 2011 in Moskau (als Ergebnis der Verhandlungen zwischen Wladimir Putin und Mykola Asarow) erklärte Ministerpräsident Putin, dass Russland gegen die Revision des Gasvertrags vom 19. Januar 2009 ist. Er war auch der Meinung, dass die Kritik am gegenwärtigen Vertrag seitens der Regierung der Ukraine eine politische Komponente hat. «Es ist das Streben zu beweisen, dass die Vorgänger alles schlecht gemacht haben»

### Die Vorsitzenden der Staatskasse: Tetjana Sljus und Tetjana Hryzun

#### Tetjana Sljus, Vorsitzende der Staatskasse der Ukraine
Am 24. Dezember 2010 war Tetjana Sljus (die Leiterin der Staatskammer der Ukraine) zur Fahndung ausgeschrieben. Ihr wurde eine Beteiligung an dem Geschäft «Kyoto-Geld» angelastet.

#### Tetjana Hryzun, die erste Stellvertretende Vorsitzende der Staatskasse
Am 19. Juli 2010 wurde Tetjana Hryzun (die ehemalige erste Stellvertretende Vorsitzende der Staatskasse der Ukraine) verhaftet. Ihr wurde Macht- und Amtsmissbrauch mit nicht unerheblichen Konsequenzen (Abschnitt 2 Artikel 364 des Strafgesetzbuches der Ukraine, zu bestrafen mit drei bis sechs Jahren Haft) vorgeworfen. Hryzun erteilte den Ermittlern zufolge zwischen September 2009 und April 2010  Anweisungen, die Wettbewerbsgarantien in Höhe von 800 Mio. Grywnja den Teilnehmern des Privatisierungswettbewerbes bezüglich des Odessaer Hafens nicht zu übertragen, obwohl sie nach einer Anweisung des Staatseigentumsfonds dazu verpflichtet gewesen wäre. Dies betraf die Gesellschaften «Nortima Ltd» und «Frunse-Flora». Das Gericht stellte darüber hinaus fest, dass zusätzlich die Anwalts- und Gerichtskosten der beiden Gesellschaften sowie eine Strafzahlung in Höhe von zusammen über 2 Mio. Grywnja an diese gezahlt werden müssen. Das Wesen des Konfliktes um das «Odessaer Hafenwerk» ist so:
- Ministerpräsidentin Tymoschenko sträubte sich, durch die Privatisierung des strategischen Betriebes den Staatshaushalt im «Krisenjahr 2009» wesentlich zu ergänzen. Damals bereitete sich die Ukraine auf die Präsidentschaftswahlen vor. Präsident Juschtschenko führte den Kampf gegen Tymoschenko und traf die Entschließung über das Verbot der Privatisierung des Odessaer Hafenwerkes.[78] Durch diese Entschließung – am Wettbewerb haben «die stärksten Investoren» nicht teilgenommen; nur drei Firmen haben vorgemeldet. Während des Wettbewerbs blieb der Preis tatsächlich auf dem Anfangsniveau. Auf der Auktion gewann die Firma «Nortima» (Inhaber Igor Kolomojski); aber Tymoschenko erklärte, dass das Werk nicht verkauft werde, weil «sich die Teilnehmer über den Kauf für den Minimalpreis verabredet haben.» Kolomojski kündigte an, zu klagen, und Tymoschenko unterbrach die Kautionsrückzahlung für «Nortima» und «Frunse-Flora», aber nicht für den dritten Teilnehmer des Wettbewerbes, die russische Gesellschaft «Stickstoff-Service», die die Interessen von «Gazprom» darstellte. Stickstoff-Service bekam sofort Gewähr rückwärts. Tymoschenko erklärte, dass es kein Geld im Staatshaushalt gebe, dass die Wettbewerbsgarantien nur nach der Privatisierung des Odessaer Hafenwerks überwiesen würden.[78]

### Das Strafverfahren gegen den Ex-Innenminister Jurij Luzenko

Das Emblem des Innenministeriums der Ukraine

Am 26. Dezember 2010 wurde der Ex-Innenminister der Ukraine Jurij Luzenko verhaftet. Gegen Luzenko wurden drei Strafverfahren eingeleitet:
- Wegen der überhöhten Rente seines Fahrers (etwa 100 Euro pro Monat, und einmalig beim Ausgang auf die Rente 2500 Euro)[37][79][80]
- Ihm wurde unter anderem eine Unterschlagung in den Jahren 2008–2009 in Höhe von ca. 600.000 UAH (60.000 Euro) zur Last gelegt, für die der Palast der Kultur «Ukraine» zur Feier des Tages der Miliz verpachtet wurde.
- Wegen der ungesetzlichen Fortsetzung der Verfolgung der Figuranten des Strafverfahrens über die Vergiftung von Juschtschenko[81] (Abschnitt 3 Art. 364 des Strafgesetzbuches – der Amtsmissbrauch)[82].

#### Der Hungerstreik von Jurij Luzenko
Am 23. April 2011 begann Jurij Luzenko einen Hungerstreik aus Protest gegen die ungesetzliche Verhaftung (er aß nichts, aber trank Kaffee mit Zucker). Am 28. April unterschrieb er den offiziellen Brief an die Leitung des Untersuchungsgefängnisses «über die freiwillige Absage von der Nahrung» Bis zum 10. Mai nahm er 19,5 kg ab und «wurde in die Sanitätsstelle des Untersuchungsgefängnisses Luk'janiwsk anlässlich der Verschlechterung des Gesundheitszustandes gebracht.» Am selben Tag wurde Luzenko ins Kiewer Krankenhaus der ersten Hilfe hospitalisiert. Am 19. Mai wurde anlässlich der Verschlechterung seines Gesundheitszustandes intravenöse Ernährung angeordnet. Am 23. Mai 2011 sollte das Gerichtsverfahren stattfinden, auf dem «die präventive Maßnahme» geregelt wurde (d. h., Luzenko konnte aus der Haft entlassen werden). Jurij Luzenko stellte den Hungerstreik erst nach dem Gerichtsverfahren am 23. Mai ein (also nach 30 Hungerstreikstagen und ca. 25 kg Gewichtsverlust) Luzenko hat erklärt:
- «Ich finde, dass es unzweckmäßig ist, den Hungerstreik fortzusetzen. Ich begann es, um hinzuführen, dass wir in der Ukraine keine echte Staatsanwaltschaft haben. Durch die heutige Sitzung des Gerichtes habe ich hingeführt, dass wir kein rechtmäßiges Gericht haben. Aber weiter brauche ich starke Gesundheit, um es zu zerbrechen.»[87]

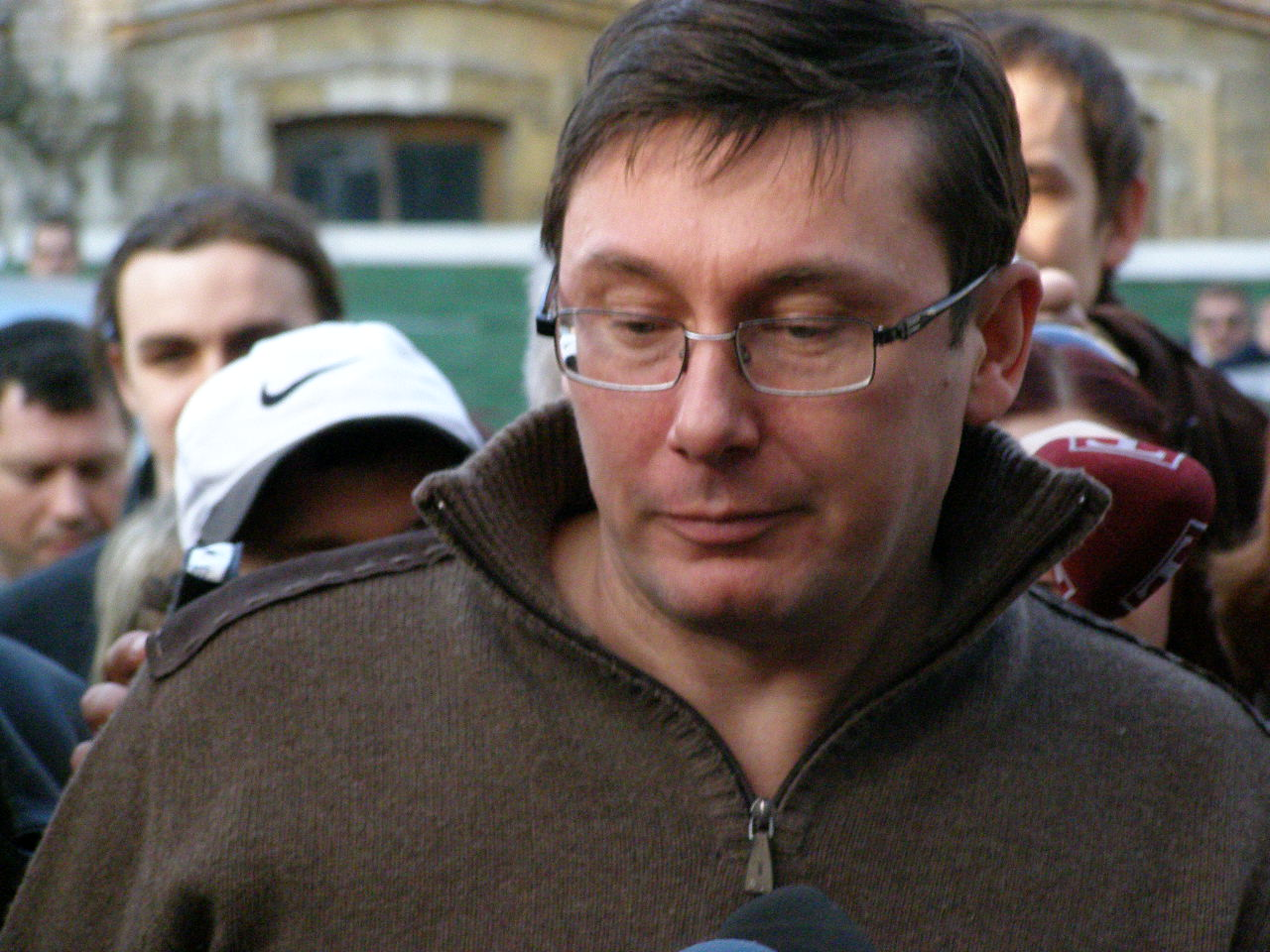
Jurij Luzenko in der Opposition, eine Woche vor den Wahlen zur Werchowna Rada. 20. März 2007

Nach dem Hungerstreik hatte sich der Gesundheitszustand Luzenkos wesentlich verschlimmert. Im Januar 2013 wurde Luzenko operiert.

#### Briefe aus dem Gefängnis
In der Haft schrieb Luzenko bis Juni 2011 sechs Briefe mit politischen Themen.

#### Marek Siwiec, der Chef des Komitees EU-Ukraine, unterstützte Luzenko
Am 29. Juni 2011 richtete Marek Siwiec, Abgeordneter der Europäischen Union und ehemaliger Leiter des «Staatssicherheitsbüros in Polen», ein offizielles Schreiben an das Bezirksgericht Petschersk mit der Bitte, Luzenko bis zur Gerichtsverhandlung unter seiner persönlichen Garantie freizulassen:
- «„Ich habe entschieden, den bevollmächtigten Gerichtsorganen der Ukraine das offizielle Schreiben mit der Bitte, Luzenko unter meiner persönlichen Garantie freizulassen und ihm die Möglichkeiten zu geben, frei vor dem Gericht zu antworten.“ Siwiec erinnerte an die Entschließung des Europäischen Parlaments, in der die Vergrößerung der Fälle der strafrechtlichen Verfolgung der ehemaligen Regierung und der Opposition festgestellt wird».[88]

Der Europäische Gerichtshof für Menschenrechte (EGMR) beschloss am 3. Juli 2012, dass die Verhaftung Jurij Luzenkos ungesetzlich und politisch motiviert ist.

## Der Steuermajdan 2010

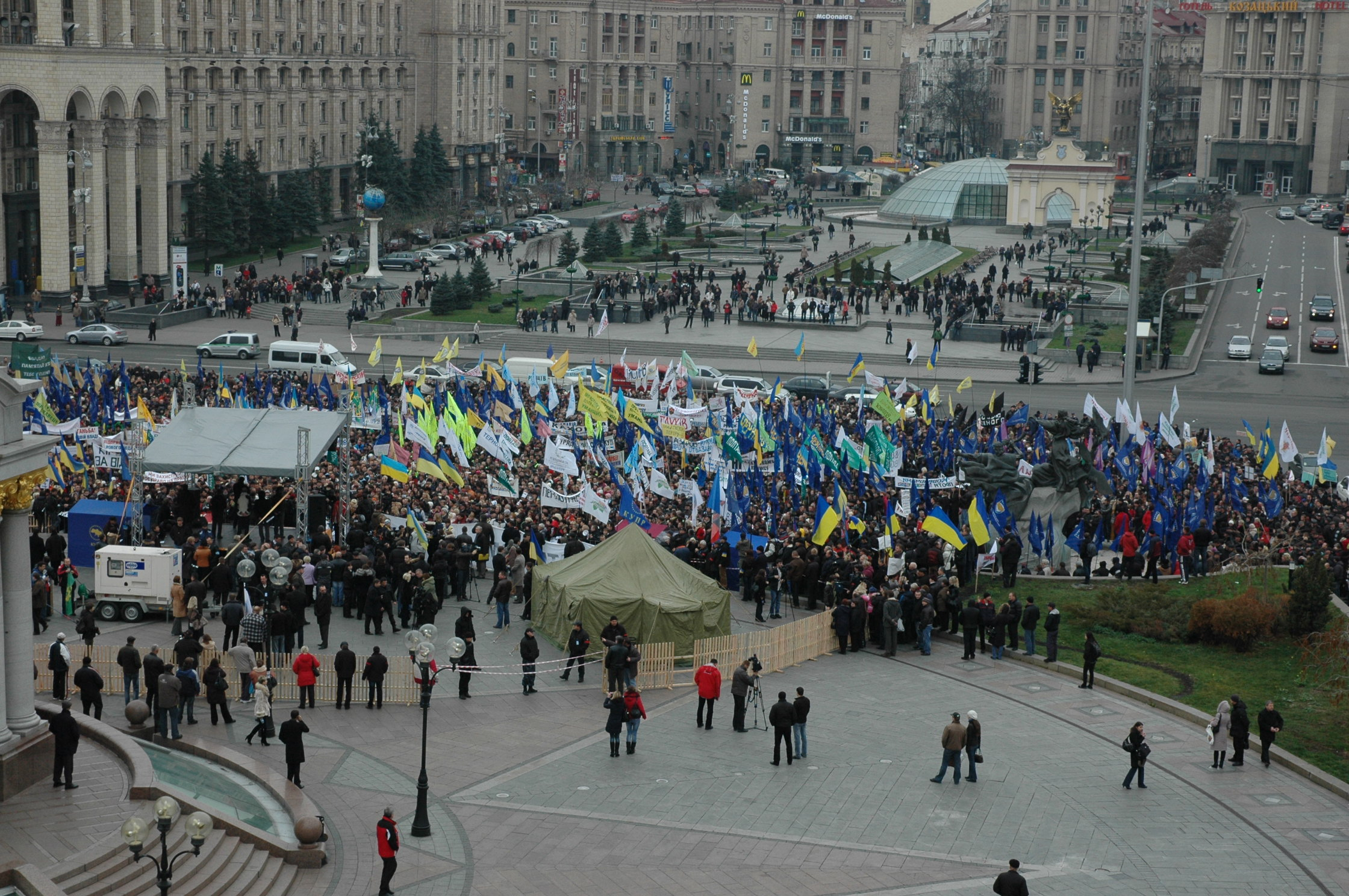
Der Steuermajdan. Kiew, 29. November 2010

Im Herbst 2010 protestierten in der Ukraine Inhaber und Beschäftigte vom Klein- und Mittelstandsunternehmertum gegen einige Regierungsschritte bezüglich der Verminderung der Sozialstandards durch eine Reihe von «Oligarchreformen».
- Das neue Rentengesetzbuch und das Arbeitsgesetzbuch verschlimmerten auch wesentlich das Leben der breiten Volksschichten.
- Das neue Steuergesetz erhöhte bedeutend die Steuern für das Kleinunternehmertum. Besonders viel nahmen die Steuern für Kleinstunternehmen, die auf eine vereinfachte Weise besteuert wurden, zu. Das Mittelstandsunternehmertum litt auch. Das neue Steuergesetz erlaubte auch «die Durchsuchung des Wohnhauses des Unternehmers von der Steuerinspektion ohne Sanktion des Staatsanwalts».

Die Protestkundgebungen fanden in Kiew (20.000 Demonstranten) und in allen großen Städten, und zwar Charkiw, Dnipropetrowsk, Odessa, Donezk, Saporischja, Poltawa, Ternopil, Riwne, Tschernihiw, Czernowitz, statt. Die Märkte in Saporischja, Charkiw, Tschernihiw, Riwne waren zur Unterstützung der Proteste geschlossen.
Ein Höhepunkt der Proteste war der «Steuermajdan» (die allukrainischen Kundgebungen von Unternehmern des Klein- und Mittelstandsunternehmertums gegen das Steuergesetz von Asarow und Tihipko, vom 22. November bis zum 3. Dezember 2010). Der Steuermajdan hatte die Aufhebung der schwierigsten Punkte des Steuergesetzes von Asarow und Tihipko zur Folge. BJuT unterstützte fast ausschließlich die Unternehmer. Am 22. November 2010 hielt Tymoschenko eine Programmrede, obwohl sie seit Anfang der Proteste danach strebte, die Massenaktionen frei von der politischen Opposition zu gewährleisten.

### Tymoschenkos Partei ist die politische Hauptkraft, auf die sich der «Steuermajdan der Unternehmer» orientierte
Gegen die neue Steuerreform protestierten in der Ukraine Inhaber und Beschäftigte vom Klein- und Mittelstandsunternehmertum unter Leitung der Organisation «Gemeinsame Sache». Aber unter den politischen Kräften orientierten sie sich hauptsächlich auf die «Vereinigte Opposition von Tymoschenko»:
- Am ersten Tag der Steuerproteste (22. November 2010) hielt Tymoschenko eine Programmrede «Majdan fordert ein Veto».[93] Zusammen mit dem Führer des «Steuermajdans 2010» (dem Leiter der Organisation «Gemeinsame Sache») Alexander Danyljuk stand sie auf dem Podium.
- Auf dem «Steuermajdan 2010» standen die Zelte der Volksabgeordneten vom Block Julia Tymoschenko (BJuT) und von der «Volksselbstverteidigung», die wie die Anmelderäume der Volksabgeordneten für den Schutz des Majdans vor der Einmischung der Miliz angemeldet waren.[94]

### Repressivmaßnahmen gegen die Teilnehmer des «Steuermajdans 2010», Verhaftungen der Aktivisten
Der ukrainische Präsident Wiktor Janukowytsch und Ministerpräsident Mykola Asarow trafen sich am 27. November 2010 auf dem Unabhängigkeitsplatz im Zentrum von Kiew mit Unternehmern, die an den Protestaktionen gegen die Steuerreform teilnahmen. Sie wollten die Position der Unternehmer kennenlernen. Einige Punkte des Steuergesetzbuches wurden tatsächlich in der «neuen Redaktion des Steuergesetzbuches vom 29. November 2010», entfernt, aber:
- Am 3. Dezember 2010 trug die Miliz die Zelte der Aktivisten vom Platz der Unabhängigkeit fort: Um fünf Uhr morgens war der Platz von vier Sperrabteilungen der Mitarbeiter des Innenministeriums umgeben.
- Am 28. Dezember 2010 wurden drei Aktivisten des «Steuermajdans»: I. Harkawenko, O. Saplatkin und W. Hrusyniw verhaftet; der vierte Verhaftete (Mitorganisator der Aktion Alexander Manditsch) wurde bald freigelassen. Bis zum 14. Januar 2011 wurden die Strafverfahren gegen 7 Aktivisten des «Steuermajdan» eingeleitet. Das sind folgende Unternehmer: Ochtyrski, Manditsch, Kawenko, Saplatkin, Hrusyniw, Melnytschenko, Fedtschuk. Ihnen wurde die Beschädigung der Fliesen auf dem Platz der Unabhängigkeit in Hohe von 230.000 UAH (21.000 Euro) zur Last gelegt[38][39]
- Im Dezember 2010 wurde Sergij Kostak, Aktivist des «Steuermajdans», verhaftet. Im Juli 2011 befand er sich noch in Untersuchungshaft.[96]

Für die friedlichen Aktionen gegen das Steuergesetz, das sowieso wesentlich laut Vereinbarung mit dem Präsidenten und dem Ministerpräsidenten verarbeitet wurde, wurden also acht Personen verhaftet und befanden sich ohne Gerichtsverfahren mehr als sieben Monate in Haft (Juli 2011).

## Zusammenarbeit des Präsidenten Janukowytsch mit dem Teil der Opposition, der Tymoschenko nicht für seine Führerin hält
Es gibt auch einen Teil der Opposition, der Tymoschenko nicht für seine Führerin hält und dessen Angehörige deshalb keine Anhänger von Tymoschenko sind.

### Das politische Team von Wiktor Juschtschenko
Nach dem Machtantritt von Wiktor Janukowytsch wurden nur das politische Team von Tymoschenko und Minister ihrer Regierung verfolgt und verhaftet. Wiktor Janukowytsch arbeitete mit einem Teil der Opposition zusammen. Einige enge Anhänger von Wiktor Juschtschenko waren zu hohen Ämtern ernannt worden.
- Viktor Baloga wurde zum Minister der Ministerien der Notstandssituationen (sein Bruder Iwan Baloga war seit dem Jahr 2010 Leiter der Gebietskörperschaft Karpatenukraine);
- Petro Poroschenko wurde zum Chef des Aufsichtsrats der Nationalbank, später zum «Minister für wirtschaftliche Entwicklung und Handel der Ukraine» der Regierung von Asarow ernannt;
- Roman Bessmertnyj wurde zum Botschafter in Belarus;
- Jewgenij Tscherwonenko wurde zum Chef des Departements der Luftflotte des Innenministeriums;
- Wladyslaw Kaskiw (der ehemalige Führer der Organisation «Pora» – bis zum Oktober 2006) wurde zum Chef der Staatlichen Agentur für die Investitionen und Verwaltung der nationalen Projekte;[97]
- Maryna Stawnijtschuk (Mitglied der Venedig-Kommission) arbeitete eine Zeitlang als der stellvertretende Leiter der Verwaltung des Präsidenten Janukowytsch;
- Jurij Pawlenko (ehemaliger Minister unter Wiktor Juschtschenko) wurde in der Zeit seiner Zeugenaussage im Gericht hinsichtlich Tymoschenko zum Bevollmächtigten bezüglich der Kinderrechte beim Präsidenten der Ukraine ernannt.

### Die politischen Oppositionskräfte, gegen die keine Strafverfahren eröffnet wurden
Die Führer des politischen Teams der unvereinigten Opposition (der Ex-Vorsitzende des Parlaments Arsenij Jazenjuk, Serhij Tihipko, Anatolij Hryzenko, Oleh Tjahnybok) wurden auch nicht verfolgt. Die unvereinigte Opposition setzte sich sowohl Janukowytsch als auch Tymoschenko entgegen.

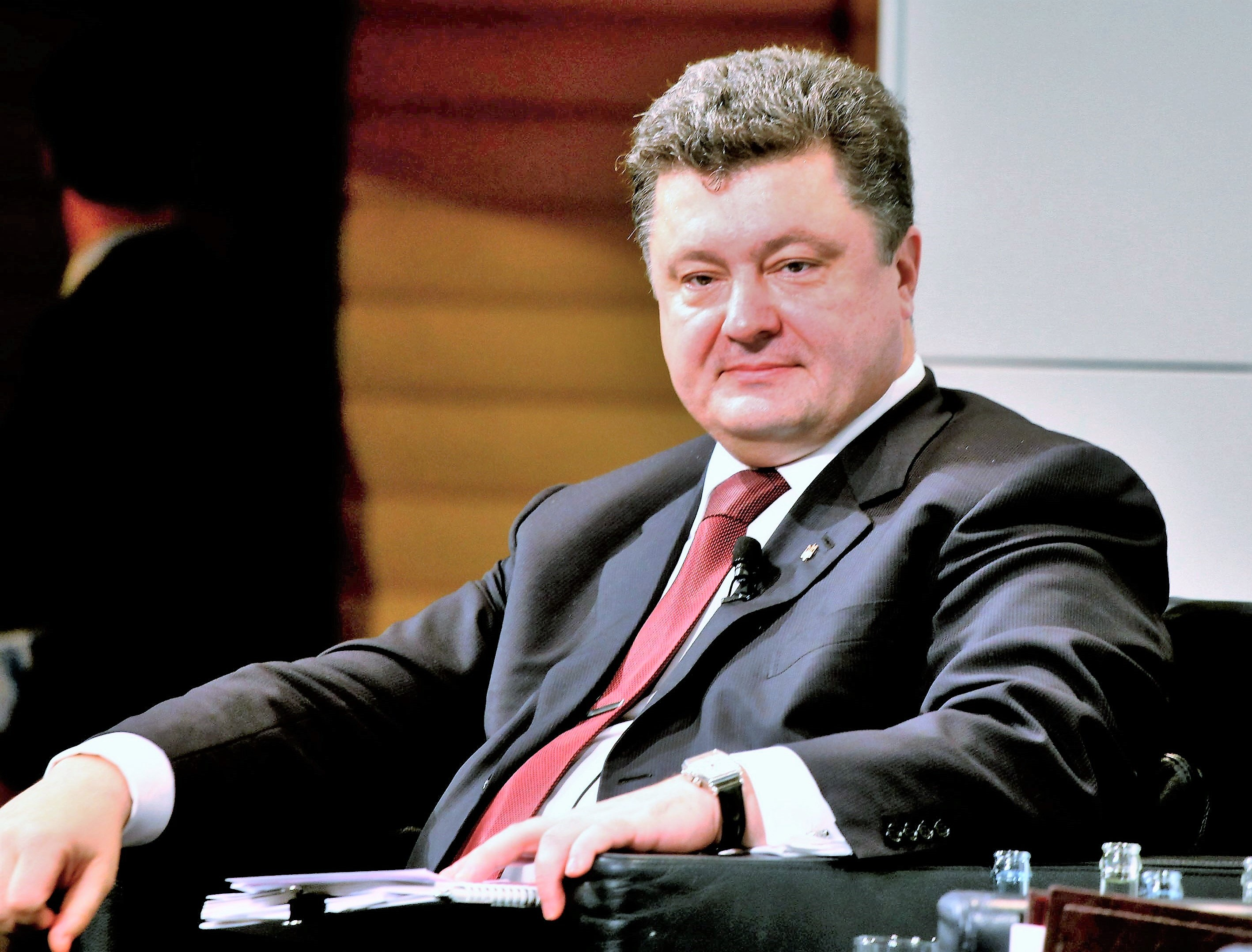
Petro Poroschenko, der Chef des Aufsichtsrats der Nationalbank der Ukraine in den Jahren 2010–2011, Minister seit 2012
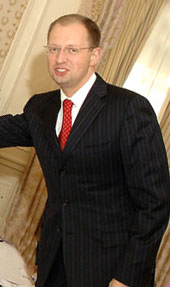
Arsenij Jazenjuk, der Ex-Vorsitzende des Parlaments, der Außenminister in der Regierung von Janukowytsch, 2006
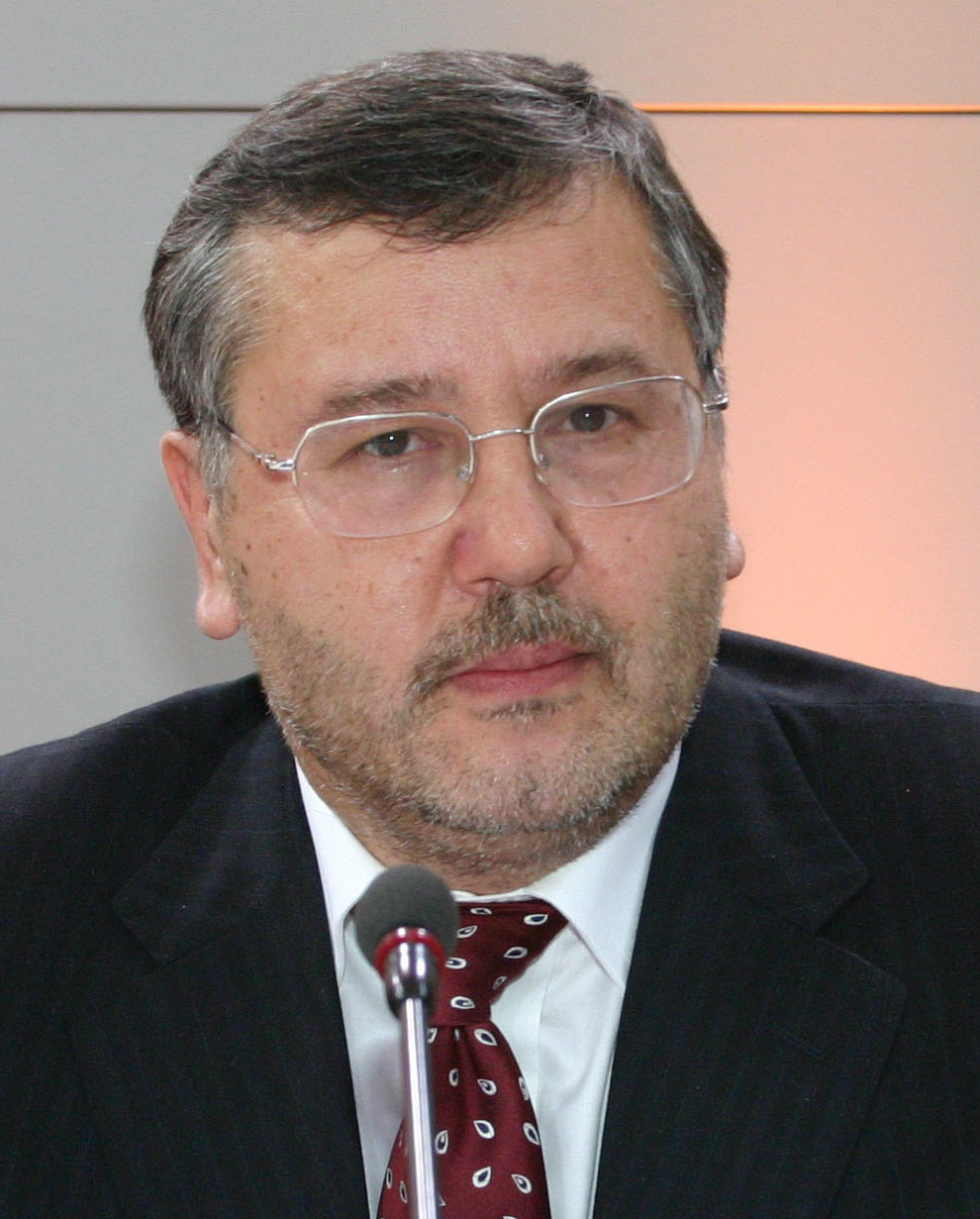
Anatolij Hryzenko, der Verteidigungsminister der Ukraine in der Regierung von Janukowytsch, 2006
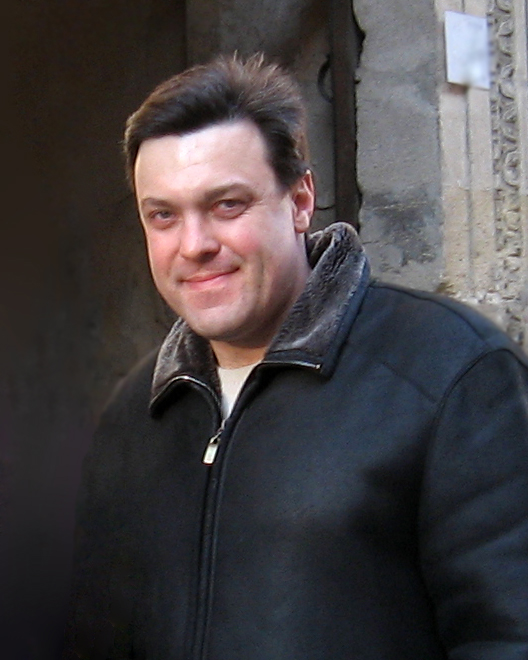
Oleh Tjahnybok, der ukrainische Nationalist, Januar 2008

Es gibt auch Beispiele der Zusammenarbeit Janukowytschs sogar mit «ehemaligen Politikern von BJuT», aber nur wenn diese Politiker aus dem BJuT ausgetreten waren. Zwei von ihnen wurden zu «den bemerkenswerten Ämtern» ernannt:
- Alexander Feldman (Nr. 43 in den Listen von BJuT für die Wahlen 2007, der Ex-Leiter von BJuT in der Oblast Charkiw und Besitzer des großen Marktes in Charkiw) wurde am 25. Juni 2010 aus dem BJuT ausgeschlossen, hat aber darauf verzichtet, das Abgeordnetenmandat der Partei «Batjkiwschtschyna» abzugeben. Am 16. März 2011 trat er in die Partei der Regionen ein. Am 8. Juli 2011 wurde er zum Politrat der Partei der Regionen gewählt.
- Andrei Portnow (Nr. 58 in den Listen von BJuT für die Wahlen 2007, der bekannte Jurist aus der Gruppe «Privat») leitete das Team von Tymoschenkos Anwälten nach den Präsidentschaftswahlen im Jahre 2010. Er war am 2. April 2010 zum stellvertretenden Leiter der Verwaltung des Präsidenten Janukowytsch ernannt worden. Der Leiter der Verwaltung des Präsidenten hatte damals 9 Stellvertreter. Ebendann wurde er aus der Partei «Batjkiwschtschyna» ausgeschlossen; am 16. April 2010 gab er sein Abgeordnetenmandat ab. Am 5. April 2011 war er vom Amt des stellvertretenden Leiters der Verwaltung des Präsidenten entlassen worden.

Feldman und Portnow waren in der Vergangenheit wichtige Abgeordnete des BJuT, aber sie waren keine Vertrauten von Timoschenko (Nr. 43 und 58 in den Listen). Insgesamt wurden von der Deputiertenfraktion «BJuT» in den Jahren 2010–2011 ein Drittel der Abgeordneten (hauptsächlich weil sie in der Abstimmung entgegen der Entscheidung der Fraktion stimmten) ausgeschlossen. Von 156 Abgeordneten blieben mehr als 100 (Oktober 2011).

## Multimedianachweise
- Euronews interview: Ukrainischer Ministerpräsident Mykola Asarow. Der Prozess gegen Timoschenko. 12. Mai 2012.
- Brüssel besorgt über den Fall Timoschenko. 29. August 2012.
- Putin: «Timoschenko hat doch gar nichts unterschrieben». 11. Oktober 2011.
- Orange Revolution. Ruhm und Leiden der Julia Timoschenko. 25. April 2012.
- Das Drama um Julia Timoschenko. Roland Flade. 17. Mai 2012.
- Euronews interview: Timoschenko im Interview. 1. April 2011.
- Urteil für Luzenko wird erwartet. 27. Februar 2012.
- (ukrainisch) General Makarenko und Taras Schepitko waren nach einem Jahr in der Untersuchungshaft ohne Gericht freigelassen. 5. Juli 2011.
- (English) Bohdan Danylyschyn. Czech Republic: The Fate of the Tymoshenkos. European Journal. 6. April 2012.
- Ukrainische Opposition gibt sich geeint. 12. Mai 2012.